# Abred
Abred est un des plans de l'existence développé par le néodruidisme. Il représente le « monde des épreuves », soit le niveau des incarnations,. Il s'agit de l'un des trois cercles de la cosmogonie bardique établie par Llywelyn Siôn (en) au XVIe siècle. Il peut être considéré comme un synonyme d'Annwvyn. Les autres plans sont : Keugant,  (parfois Annwn) et Gwenved. 
Ce terme gallois est utilisé dans les triades théologiques des bardes de l'île de Bretagne, éditées aux environs de 1848. 
Le monde dit d'abred est un des composants théologiques et ésothériques inscrits dans la croix celtique. Celle-ci, avec ses branches recoupant des cercles concentriques, illustre une conception du monde. Sur le plan vibratoire, elle se comporte comme un labyrinthe. Mais les commentateurs en ont parfois une vision divergente.